# باسكوم جايلز
باسكوم جايلز هو سياسي أمريكي، ولد في 21 سبتمبر 1900، وتوفي في 7 يوليو 1993. نشط حزبياً في الحزب الديمقراطي.